# Die wilden Schwäne auf Coole

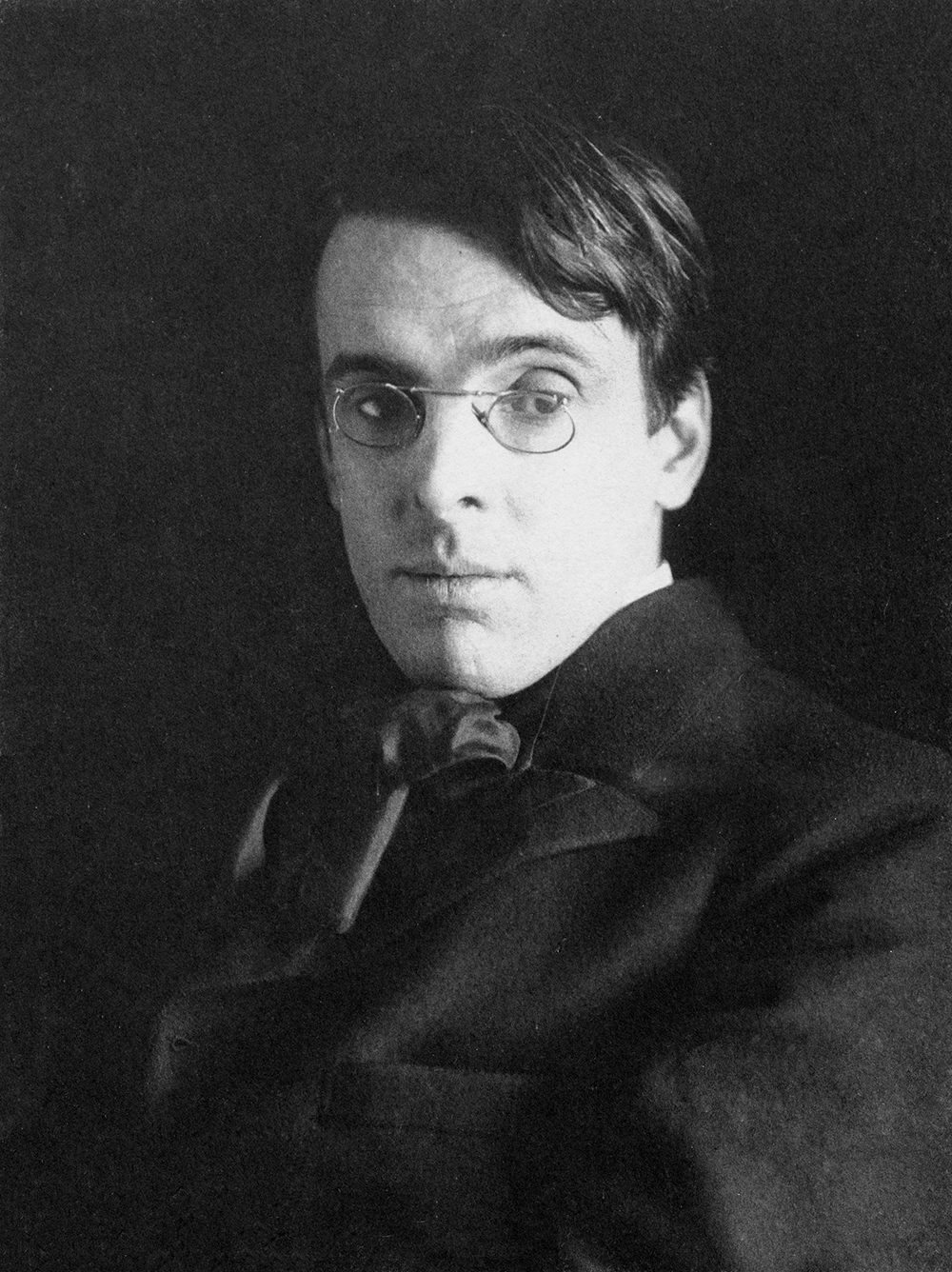
William Butler Yeats (1903)

Die wilden Schwäne auf Coole (im Original: The Wild Swans at Coole) ist ein Gedicht des irischen Dichters William Butler Yeats, das erstmals 1917 in der Little Review erschien, und war noch im selben Jahr (sowie auch 1919) das Titelgedicht des Gedichtbandes Die wilden Schwäne auf Coole.
Beide, Gedichtband und das einzelne Werk, gelten als eine der stärksten Arbeiten des Dichters und trugen maßgeblich dazu bei, dass ihm 1923 der Nobelpreis für Literatur zuerkannt wurde.

## Übertragungen ins Deutsche
Es existieren mehrere, teils von Hobby-Übersetzern gestaltete Übertragungen ins Deutsche. Der Luchterhand Literaturverlag veröffentlichte 2005 in der Gesamtwerkausgabe Yeats auf Deutsch. Die Übersetzerin dieses Gedichtes war Christa Schuenke.

## Entstehung

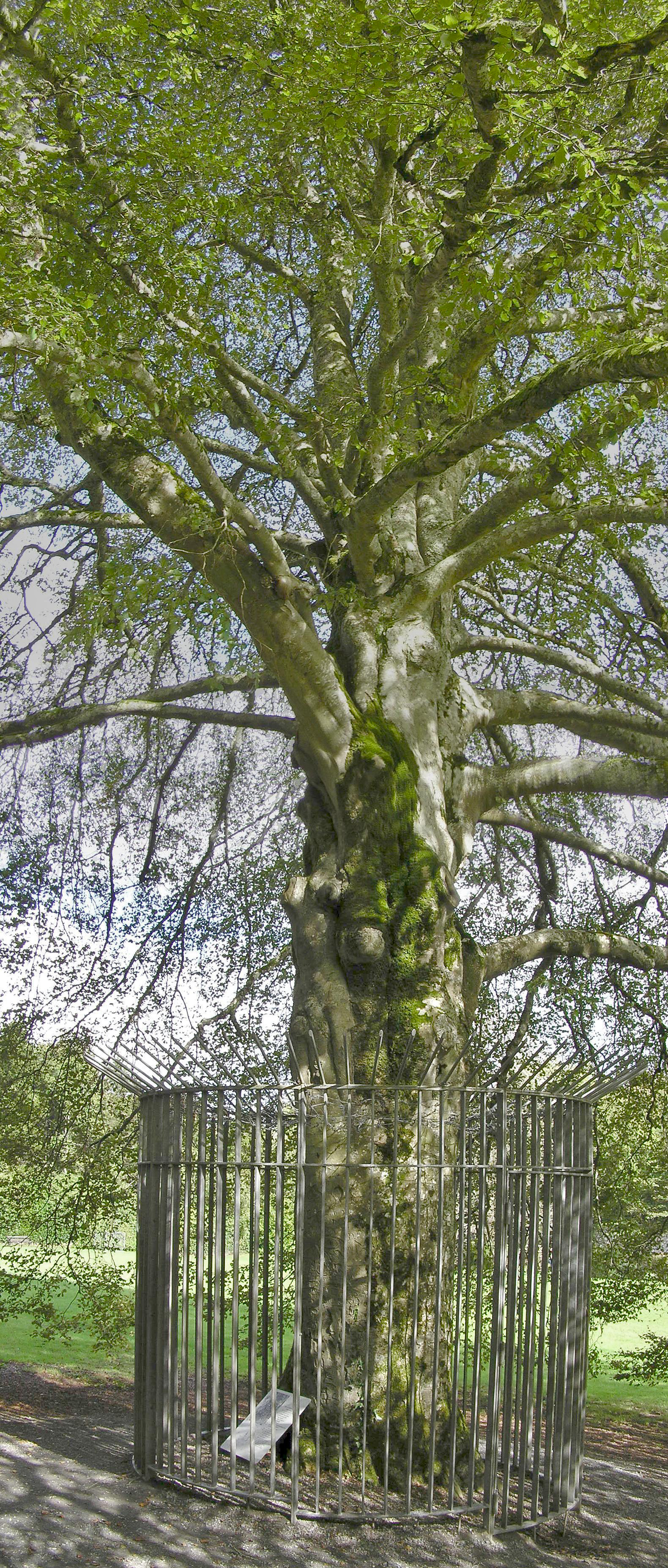
Ein Baum im Coole Park

Die wilden Schwäne auf Coole entstand zwischen 1916 und dem Frühjahr 1917. Yeats schrieb (zumindest Teile) höchstwahrscheinlich im Coole Park während eines Besuches bei Isabella Augusta Gregory, genannt Lady Gregory. Yeats widmete das Gedicht Robert Gregory, dem Sohne Lady Gregorys, der im Ersten Weltkrieg ums Leben kam. Robert Gregory war ferner fester Bestandteil des zweiten Gedichtes des Bandes, Zum Gedenken an Major Robert Gregory.

## Struktur
Das Gedicht besteht aus fünf Strophen zu je sechs Versen. Im Original ist das Werk in regelmäßigen Jamben verfasst. Das Reimschema lautet [xaxabb].

## Inhalt
Daniel Tobin, ein Literaturwissenschaftler, schrieb, Yeats sei melancholisch und unglücklich gewesen. Er reflektierte die Liebesabweisungen von Maud Gonne und ihrer Tochter Iseult und die irische Rebellion gegen die Briten, Tobin schreibt ferner, das Gedicht sei durchtrieben von der Suche des Dichters nach anhaltender Schönheit in einer sich veränderten Welt, in der Schönheit sterblich und vergänglich sei.